# Sơn Minh Thắng
Sơn Minh Thắng (năm sinh 1960, tại tỉnh Trà Vinh, dân tộc Khmer) là một chính trị gia Việt Nam. Ông từng là Ủy viên Ban Chấp hành Trung ương Đảng Cộng sản Việt Nam khóa XI, XII, nguyên Bí thư Đảng ủy Khối các cơ quan Trung ương, nguyên Thứ trưởng – Phó Chủ nhiệm Ủy ban Dân tộc Chính phủ Việt Nam, nguyên Phó Trưởng ban Thường trực Ban Chỉ đạo Tây Nam Bộ Việt Nam (2016-2017)

## Tiểu sử
- Từ năm 2007 đến tháng 8/2011, Phó Chủ tịch HĐND tỉnh Trà Vinh, Phó Bí thư Đảng đoàn Hội đồng nhân dân tỉnh; tại Đại hội Đảng Cộng sản Việt Nam lần thứ XI (năm 2011), được bầu làm Ủy viên Ban Chấp hành Trung ương Đảng Cộng sản Việt Nam;
- Từ tháng 8/2011 đến tháng 4/2014, Ủy viên Ban chấp hành Trung ương Đảng, được Bộ Chính trị điều động, Thủ tướng Chính phủ bổ nhiệm làm Thứ trưởng, Phó Chủ nhiệm Ủy ban Dân tộc;
- Từ tháng 4/2014 đến tháng 8/2015, Ủy viên Ban Chấp hành Trung ương Đảng, được Bộ Chính trị Đảng Cộng sản Việt Nam điều động làm Phó Bí thư Tỉnh ủy tỉnh Sóc Trăng;
- Từ tháng 8/2015 đến tháng 5/2016, Ủy viên Ban Chấp hành Trung ương Đảng, được Bộ Chính trị điều động, Thủ tướng Chính phủ bổ nhiệm làm Thứ trưởng, Phó Chủ nhiệm Ủy ban Dân tộc;
- Tại Đại hội Đảng Cộng sản Việt Nam lần thứ XII (năm 2016), được bầu làm Ủy viên Ban Chấp hành Trung ương Đảng Cộng sản Việt Nam.
- Ngày 24 tháng 5 năm 2016, được Bộ Chính trị phân công làm Phó Trưởng ban Thường trực Ban Chỉ đạo Tây Nam Bộ Việt Nam thay ông Nguyễn Phong Quang nghỉ hưu.[2]
- Chiều 2/1/2018, Bộ Chính trị phân công giữ chức Bí thư Đảng ủy Khối các cơ quan Trung ương nhiệm kỳ 2015 -2020.[3]